# American Bureau of Shipping
O American Bureau of Shipping (ABS) foi fundado em 1862, Nova Iorque, para proteção da propriedade no mar. Possui acreditação internacional e nacional do Inmetro. O ABS Quality Evaluations é uma empresa do grupo criada para certificação de Sistemas de Gestão. Tem escritório local na América do Sul em Santos, Rio de Janeiro e Fortaleza.
Normas certificadas pelo ABS QE: ISO 9001, ISO 14001, OHSAS 18001, SA 8000, ISO 22000.